# Júičiró Miura
Júičiró Miura (japonsky 三浦 雄一郎, * 12. října 1932) je japonský lyžař a horolezec.

## Život
Narodil se ve městě Aomori a lyžovat začal ve druhé třídě základní školy. Za svůj život pokořil několik rekordů. V roce 1964 vytvořil rychlostní rekord v lyžování, kdy jel rychlostí 172,084 km/h. V roce 1970 sjel na lyžích z nejvyšší hory světa, Mount Everestu. V roce 1975 o tom byl natočen dokumentární film The Man Who Skied Down Everest. Později podobné cesty absolvoval i z nejvyšších vrcholů ostatních kontinentů. Roku 2003 se ve svých sedmdesáti letech stal nejstarší osobou, která kdy vystoupila na Mount Everest. Rekord v roce 2007 překonal jedenasedmdesátiletý Japonec Kacusuke Janagisawa (柳沢 勝輔). Miura jeho rekord pokořil ve svých pětasedmdesáti letech. Později však bylo zjištěno, že den před ním na vrchol vystoupil šestasedmdesátiletý Min Bahadur Sherchan. Miura však rekord překonal v roce 2013, ve svých osmdesáti letech.